# The World (WWE)
The World (originalmente inaugurado como WWF New York) era um restaurante, boate e loja de varejo temático da World Wrestling Entertainment (WWE) na Times Square em Nova York, alugado no prédio do Paramount Theatre. O local era mais conhecido por apresentar segmentos no Monday Night RAW, e por ter o Sunday Night Heat emanando de seu complexo, apresentado por Michael Cole e Tazz de outubro de 2000 a fevereiro de 2002. O local também hospedava eventos especiais, como o 10º aniversário do Raw e várias contratações de autógrafos e aparições de artistas da WWE.

## História

### WWF New York
Em novembro de 1999, o presidente da WWF, Vince McMahon, alugou um espaço no Paramount Theatre em Times Square, em Manhattan. O complexo consistia em uma loja de varejo com mercadorias no primeiro andar e uma boate, restaurante e fliperama no subsolo. O local apresentou várias peças de memorabilia do WWF em exibição com música de entrada de superstar tocando por toda a loja, principalmente músicas compostas por Jim Johnston. Fãs de luta livre de toda a área metropolitana de Nova York, bem como de todo o mundo, foram ao complexo para assistir a pay-per-views, Raw, SmackDown e outros eventos em monitores por toda a boate. Foi cobrada uma taxa de admissão aos eventos. O restaurante exibia exclusivamente pay-per-views ao vivo do Reino Unido, sem nenhum custo.
O local interno e a calçada externa apareceram na série de jogos WWF como um local de luta livre. Os jogos incluíam SmackDown! 2: Know Your Role, SmackDown! Just Bring It, SmackDown! Shut Your Mouth e SmackDown Here Comes the Pain.

### The World
Em maio de 2002, a World Wrestling Federation (WWF) foi renomeada para World Wrestling Entertainment (WWE) devido a uma batalha legal sobre as iniciais 'WWF' com o World Wide Fund for Nature. Em vez de renomear o local de WWF New York para WWE New York, a decisão foi renomeada para The World em uma tentativa de atrair um público diferente de apenas fanáticos da WWE. O local ainda operaria a loja de presentes que vende mercadorias da WWE, e a boate continuaria a hospedar eventos especiais da WWE e apresentações de superstars.
Em julho de 2002, o local inspirou a abertura de um local irmão, WWE Niagara Falls, que apresentava uma loja de presentes e um passeio temático de torre suspensa . Ao contrário do The World, a localização das Cataratas do Niágara era propriedade da Canadian Niagara Hotels Inc. com um contrato de licença da WWE.

### Fim das operações
Em fevereiro de 2003, Linda McMahon, a CEO na época, decidiu fechar as seções de restaurantes e boates para que a WWE pudesse se concentrar mais em seus esforços globais. A loja de varejo fechou dois meses depois. O complexo permaneceu fechado por dois anos até 2005, quando o Hard Rock Cafe assumiu o aluguel e o negócio. Em 16 de agosto de 2006, a WWE voltou ao local para o final de 2006 do Diva Search. A WWE também deu conferências de imprensa no Hard Rock Cafe para a WrestleMania 24, 25, 27 e 30.